# 弗洛里安·諾伊豪斯
弗洛里安·克里斯蒂安·諾伊豪斯（德語：Florian Christian Neuhaus，1997年3月16日—）是一名德国职业足球员，司职中场。目前效力德甲俱乐部門興格拉德巴赫，代表德国国家足球队参加国际比赛。

## 俱樂部生涯

### 早期職業
諾伊豪斯出生於巴伐利亞州的萊希河畔蘭茨貝格，他的足球生涯起步於考弗靈，當時只有6歲的他加入了這支球隊的青訓營，直到2007年來到慕尼黑加入慕尼黑1860青訓營。

### 門興格拉德巴赫
諾伊豪斯在德乙球隊1860慕尼黑中令人印象深刻後，2017年夏天他轉會至门兴格拉德巴赫，並簽署長期合約。

## 國家隊生涯
德國國家足球隊主教練約阿希姆·勒夫於2020年9月首次邀請諾伊豪斯入選德國成年國家隊，以參加對上西班牙和瑞士的2020–21年歐洲國家聯賽A。
2020年10月7日，諾伊豪斯在對陣土耳其的友誼賽中首次亮相，同時踢進了自己的第一個國際進球。

## 生涯統計

### 國家隊進球
最後更新：2021年06月02日
| #  | 日期       | 比賽場地                     | 對手   | 比分 | 賽果 | 賽事   |
| -- | ---------- | ---------------------------- | ------ | ---- | ---- | ------ |
| 1. | 2020.10.07 | 德國,科隆,萊茵能源體育場     | 土耳其 | 2-1  | 3-3  | 友誼賽 |
| 2. | 2021.06.02 | 奧地利,因斯布鲁克,蒂沃利球場 | 丹麦   | 1-0  | 1-1  | 友誼賽 |

## 榮譽

### 俱樂部
杜塞多夫
- 德國足球乙級聯賽冠軍：2017–18賽季

## 外部連結
- Soccerway資料庫：弗洛里安·諾伊豪斯